# 경상북도청도교육지원청
경상북도청도교육지원청은 경상북도 청도군을 관할하는 경상북도교육청 산하의 교육지원청이다.
교육장은 장학관으로 보한다.

## 조직
- 교육장
  - 교육지원과
    - 초등담당
    - 중등담당
    - 체육청소년담당
    - 건강증진담당

  - 행정지원과
    - 행정지원담당
    - 재정지원담당
    - 정보지원담당
    - 시설지원담당

## 소속기관

### 초등학교
| - 각남초등학교 - 금천초등학교 - 금천초등학교문명분교장 - 남성현초등학교 - 덕산초등학교 | - 동산초등학교 - 유천초등학교 - 이서초등학교 - 청도중앙초등학교 | - 청도초등학교 - 풍각초등학교 - 화양초등학교 |

### 중학교

#### 공립
| - 금천중학교 - 매전중학교 - 풍각중학교 - 풍각중학교각북분교장 |

#### 사립
| - 모계중학교 - 이서중학교 - 청도중학교 |

### 직속기관
| - 경상북도립청도공공도서관 - 경상북도청도학생야영장 |